# 강명옥
강명옥(康明玉, 1910년 3월 1일 제주 ~ 1965년 1월 3일)은 일제강점기와 대한민국의 관료이다. 3선 국회의원이었던 정치인 강경옥의 동생이다. 호는 영암(靈岩)이다.
일제 강점기에 도쿄 제국대학을 졸업하고 고등문관시험에 합격한 뒤 조선총독부 관리로 근무했다. 미군정에서부터 등용되어 제1공화국에서는 법제실장을 지냈다. 민족문제연구소가 2008년 발표한 민족문제연구소의 친일인명사전 수록예정자 명단 관료 부문에 포함되었다.

## 약력
- 제주도 서귀포공립보통학교
- 일본 모모야마중학교
- 후쿠오카고등학교
- 1934년 ~ 1937년 : 도쿄 제국대학 법학부 졸업
- 고등문관시험 행정과·사법과 양과 합격
- 조선총독부 농상국 사무관
- 경상북도 청도군 군수
- 1945년 : 중앙경제위원회 기획관
- 1948년 중앙경제위원회 경제기획관
- 법제처 법제관
- 법제처 법제국장
- 법제처 차장
- 1956년 ~ 1960년 : 법무부 법제실장
- 변호사 개업

## 같이 보기
- 강경옥

## 참고자료
- 강명옥(康明玉) -  한국행정연구원